# Schlaiten
Schlaiten je obec v Rakousku ve spolkové zemi Tyrolsko v okrese Lienz.
Žije zde 470 obyvatel (1.1. 2011).